# Becco della Pazienza
Becco della Pazienza – szczyt w Alpach Graickich, części Alp Zachodnich. Leży w północnych Włoszech na granicy regionów Dolina Aosty i Piemont. Należy do Masywu Gran Paradiso. Szczyt góruje nad lodowcem Ghiacciaio di Money.